# The Dragon (album)
The Dragon este un album (lansat ilegal) al compozitorului grec Vangelis. 
Deși piesele sunt compuse și interpretate de Vangelis, acesta nu a intenționat niciodată să publice materialele în album. Charly Records sub pretextul că deține drepturile de autor, a publicat LP-ul fără consimțământul compozitorului la sfârșitul anilor 70. Vangelis a dat în judecată casa de discuri și a câștigat, albumul încetând să fie produs. Totuși numărul mare de copii vândute a consacrat acest album.
Lp-ul contine materiale inregistrate in anul 1971, la studioul London's Marquee si a fost lansat public în anul 1978.

## Lista pieselor
Contine trei melodii, una pe fata A si doua pe fata B: 
- A: 1 "The Dragon" - 15:08
- B: 1 "Stuffed Aubergine" - 11:33
- 2 "Stuffed Tomato" - 9:28

Conform site-ului Elswere, acest album nu a fost publicat sub formă de CD.